# Nathan Lane
Nathan Lane, született Joseph Lane (Jersey City, 1956. február 3. –) háromszoros Tony- és Primetime Emmy-díjas amerikai színész. 

## Élete és pályafutása
Több mint négy évtizede színészkedik színpadon és a képernyőn egyaránt, pályafutása során mintegy félszáz filmben, televíziós sorozatban, és számtalan színházi darabban volt látható, komikus és drámai szerepekben egyaránt. Pályafutása során rengeteg díjat nyert, köztük három Tony-díjat, hat Drama Desk-díjat, egy Laurence Olivier-díjat, három Emmy-díjat és egy Screen Actors Guild-díjat.
A hazai nézőknek a Gyilkos a házban sorozatból is ismerős lehet.

## Magánélete
Nyíltan vállalja homoszexualitását, párja Devlin Elliott, akivel 2015-ben, 18 évnyi ismeretség után házasodott össze.

## Filmográfia

### Film
| Év   | Magyar cím                                        | Eredeti cím                              | Szerep                               | Magyar hang         |
| ---- | ------------------------------------------------- | ---------------------------------------- | ------------------------------------ | ------------------- |
| 1987 | Gyomok között                                     | Ironweed                                 | Harold Allen                         | Kerekes József      |
| 1990 | A citrom nővérek                                  | The Lemon Sisters                        | Charlie Sorrell                      |                     |
| 1990 | Joe és a vulkán                                   | Joe Versus the Volcano                   | Baw                                  |                     |
| 1991 | Mondom vagy mondod                                | He Said, She Said                        | Wally Thurman                        | Maros Gábor         |
| 1991 | Krumplirózsa                                      | Frankie and Johnny                       | Tim                                  | Kerekes József      |
| 1993 | A gyereknepper                                    | Life with Mikey                          | Ed Chapman                           | Csuja Imre          |
| 1993 | Addams Family 2. – Egy kicsivel galádabb a család | Addams Family Values                     | őrmester                             | Várkonyi András     |
| 1994 | Az oroszlánkirály                                 | The Lion King                            | Timon (hangja)                       | Vincze Gábor Péter  |
| 1995 | Jeffrey – Valami más                              | Jeffrey                                  | Dan atya                             |                     |
| 1996 | Madárfészek                                       | The Birdcage                             | Albert Goldman                       | Barbinek Péter      |
| 1996 | Madárfészek                                       | The Birdcage                             | Albert Goldman                       | Csankó Zoltán       |
| 1997 | Egértanya                                         | Mouse Hunt                               | Ernest "Ernie" Smuntz                | Vincze Gábor Péter  |
| 1998 | Az oroszlánkirály 2. – Simba büszkesége           | The Lion King II: Simba's Pride          | Timon (hangja)                       | Vincze Gábor Péter  |
| 1999 | Stuart Little, kisegér                            | Stuart Little                            | Hómancs (hangja)                     | Vincze Gábor Péter  |
| 1999 | Első látásra                                      | At First Sight                           | Phil                                 | Csuha Lajos         |
| 1999 | Első látásra                                      | At First Sight                           | Phil                                 | Holl Nándor         |
| 1999 |                                                   | Get Bruce! (dokumentumfilm)              | önmaga                               |                     |
| 2000 | Hát nem édes?                                     | Isn't She Great                          | Irving Mansfield                     | Maros Gábor         |
| 2000 | Lóvátett lovagok                                  | Love's Labour's Lost                     | Costard                              | Besenczi Árpád      |
| 2000 | Titán – Időszámításunk után                       | Titan A.E.                               | Preed (hangja)                       | Gáspár András       |
| 2000 |                                                   | Trixie                                   | Kirk Stans                           |                     |
| 2002 | Stuart Little, kisegér 2.                         | Stuart Little 2                          | Hómancs (hangja)                     | Vincze Gábor Péter  |
| 2002 | Austin Powers – Aranyszerszám                     | Austin Powers in Goldmember              | titokzatos férfi a diszkóban (cameo) |                     |
| 2002 | Nicholas Nickleby                                 | Nicholas Nickleby                        | Vincent Crummles                     | Csuja Imre          |
| 2004 | Stréber                                           | Teacher's Pet                            | Spot / Scott (hangja)                |                     |
| 2004 | Nyerj egy randit Tad Hamiltonnal!                 | Win a Date with Tad Hamilton!            | Nyomulós Richard Levy                | Csuja Imre          |
| 2004 | Az oroszlánkirály 3. – Hakuna Matata              | The Lion King 1½                         | Timon (hangja)                       | Vincze Gábor Péter  |
| 2005 | Producerek                                        | The Producers                            | Max Bialystock                       | Barbinek Péter      |
| 2007 |                                                   | Trumbo (dokumentumfilm)                  | önmaga                               |                     |
| 2008 | Döntő szavazat                                    | Swing Vote                               | Art Crumb                            | Háda János          |
| 2008 | Döntő szavazat                                    | Swing Vote                               | Art Crumb                            | Kassai Károly       |
| 2009 | Astro Boy                                         | Astro Boy                                | Hamegg (hangja)                      | Háda János          |
| 2010 | Diótörő 3D                                        | The Nutcracker in 3D                     | Albert bácsi                         | Mikó István         |
| 2012 | Tükröm, tükröm                                    | Mirror Mirror                            | Brighton                             | Törköly Levente     |
| 2013 | Az angoltanárnő                                   | The English Teacher                      | Mr. Kapinas                          | Kassai Károly       |
| 2016 |                                                   | Carrie Pilby                             | Dr. Petrov                           |                     |
| 2016 |                                                   | No Pay, Nudity                           | Herschel Thalkin                     |                     |
| 2017 | Sidney Hall eltűnése                              | The Vanishing of Sidney Hall             | Harold                               | Csankó Zoltán       |
| 2017 |                                                   | National Theatre Live: Angels in America | Roy Cohn                             |                     |
| 2023 | Amitől félünk                                     | Beau Is Afraid                           | Roger Stanwyck                       |                     |
| 2023 |                                                   | Dicks: The Musical                       | Harris                               |                     |
| 2023 | Volt egyszer egy stúdió (rövidfilm)               | Once Upon a Studio                       | Timon (hangja)                       | Vincze Gábor Péter  |
| 2024 | Ellian és a mágikus kötelék                       | Spellbound                               | Luno (hangja)                        | Petridisz Hrisztosz |

### Televízió
| Év        | Magyar cím                                   | Eredeti cím                                       | Szerep                                       | Megjegyzések                                             |
| --------- | -------------------------------------------- | ------------------------------------------------- | -------------------------------------------- | -------------------------------------------------------- |
| 1981      |                                              | Jacqueline Susann's Valley of the Dolls           | színpadi menedzser                           | tévéfilm                                                 |
| 1982      |                                              | One of the Boys                                   | Jonathan Burns                               | 13 epizód                                                |
| 1983      |                                              | Great Performances                                | Mouse                                        | 1 epizód                                                 |
| 1985      | Miami Vice                                   | Miami Vice                                        | Morty Price                                  | 1 epizód                                                 |
| 1989–1991 |                                              | The Days and Nights of Molly Dodd                 | Bing Shalimar                                | 3 epizód                                                 |
| 1995      | Frasier – A dumagép                          | Frasier                                           | Phil                                         | 1 epizód                                                 |
| 1995      | Timon és Pumbaa                              | Timon & Pumbaa                                    | Timon (hangja)                               | 10 epizód                                                |
| 1996      |                                              | The Boys Next Door                                | Norman Bulansky                              | tévéfilm                                                 |
| 1997      | Saturday Night Live                          | Saturday Night Live                               | önmaga (házigazda)                           | 1 epizód                                                 |
| 1997      |                                              | Merry Christmas, George Bailey                    | Clarence                                     | tévéfilm                                                 |
| 1998      | Megőrülök érted                              | Mad About You                                     | Nathan Twilley                               | 1 epizód                                                 |
| 1998–1999 |                                              | Encore! Encore!                                   | Joseph Pinoni                                | 12 epizód                                                |
| 1999–2000 | George és Martha                             | George and Martha                                 | George (hangja)                              | 26 epizód                                                |
| 2000      |                                              | The Man Who Came to Dinner                        | Sheridan Whiteside                           | tévéfilm                                                 |
| 2000–2002 | Tanárok kedvence                             | Teacher's Pet                                     | Spot Helperman / Scott Leadready II (hangja) | 34 epizód                                                |
| 2001      | Nevetés a 23. emeleten                       | Laughter on the 23rd Floor                        | Max Prince                                   | - tévéfilm - magyar hangja: - Straub Dezső - Maros Gábor |
| 2002      | Szex és New York                             | Sex and the City                                  | Bobby Fine                                   | 1 epizód                                                 |
| 2003      |                                              | Charlie Lawrence                                  | Charlie Lawrence                             | 7 epizód                                                 |
| 2004      | Félig üres                                   | Curb Your Enthusiasm                              | Nathan Lane                                  | 1 epizód                                                 |
| 2004      | Pusszantlak, drágám!                         | Absolutely Fabulous                               | Kunz                                         | 1 epizód                                                 |
| 2007      | A stúdió                                     | 30 Rock                                           | Eddie Donaghy                                | 1 epizód                                                 |
| 2008      |                                              | A Muppet Christmas: Letters to Santa              | Frank Meany rendőrtiszt                      | tévéfilm                                                 |
| 2010–2019 | Modern család                                | Modern Family                                     | Pepper Saltzman                              | 10 epizód                                                |
| 2012–2014 | A férjem védelmében                          | The Good Wife                                     | Clarke Hayden                                | 15 epizód                                                |
| 2014      |                                              | The Money                                         | Gordon McCarren                              | próbaepizód                                              |
| 2014      |                                              | Don Rickles: One Night Only                       | önmaga                                       | különkiadás                                              |
| 2016      | American Crime Story: Az O. J. Simpson-ügy   | The People v. O. J. Simpson: American Crime Story | F. Lee Bailey                                | 8 epizód                                                 |
| 2016      |                                              | Difficult People                                  | önmaga                                       | 1 epizód                                                 |
| 2016      |                                              | Maya & Marty                                      | Connor Grayfield                             | 1 epizód                                                 |
| 2018      | Feketelista                                  | The Blacklist                                     | Abraham Stern                                | 1 epizód                                                 |
| 2020      | Los Angeles-i rémtörténetek: Angyalok városa | Penny Dreadful: City of Angels                    | Lewis Michener                               | főszereplő (10 epizód)                                   |
| 2021–2022 | Gyilkos a házban                             | Only Murders in the Building                      | Teddy Dimas                                  | visszatérő szerep                                        |
| 2022–2023 | Az aranykor                                  | The Gilded Age                                    | Ward McAllister                              | - visszatérő szerep - magyar hangja: - Harsányi Gábor    |
| 2024      | Szörnyek                                     | Monsters: The Lyle and Erik Menendez Story        | Dominick Dunne                               | főszereplő (5 epizód)                                    |
| 2024      |                                              | Elsbeth                                           | Philip Cross                                 | 1 epizód                                                 |

## Fordítás
- Ez a szócikk részben vagy egészben  a   Nathan Lane on screen and stage című angol Wikipédia-szócikk ezen változatának fordításán alapul.  Az eredeti cikk szerkesztőit annak laptörténete sorolja fel. Ez a jelzés csupán a megfogalmazás eredetét és a szerzői jogokat jelzi, nem szolgál a cikkben szereplő információk forrásmegjelöléseként.